# 宮崎市立宮崎北中学校
宮崎市立宮崎北中学校（みやざきしりつ みやざききたちゅうがっこう）は、宮崎県宮崎市大字大瀬町にある公立中学校。

## 沿革

### 瓜生野中学校
- 1947年4月30日 - 瓜生野村立瓜生野中学校開校。
- 1947年5月8日 - 開校式挙行。
- 1951年3月25日 - 宮崎市への編入に伴い宮崎市立瓜生野中学校に改称。

### 倉岡中学校
- 1947年4月30日 - 倉岡村立倉岡中学校開校。
- 1947年5月8日 - 開校式挙行。
- 1951年3月25日 - 宮崎市への編入に伴い宮崎市立倉岡中学校に改称。

### 宮崎北中学校
- 1952年4月1日 - 瓜生野・倉岡両中学校を統合し、宮崎北中学校開校。
- 1952年6月5日 - 現在地に新校舎完成。瓜生野校舎の生徒が移転。
- 1952年9月6日 - 第2期工事の完成に伴い、倉岡校舎の生徒が移転。
- 1953年3月17日 - 校歌制定。
- 1957年10月10日 - 校旗制定。
- 1966年3月24日 - 体育館竣工。
- 1968年11月1日 - プール竣工。
- 1970年2月9日 - 給食室の完成に伴い学校給食開始。
- 1977年3月25日 - 鉄筋コンクリート造の新校舎竣工。

## 概要
- 生徒数163名
- 学級数7個（通常学級6、特別支援学級1）
- 職員数15名

（2017年4月1日現在）

## 学区
- 瓜生野小学校区
- 倉岡小学校区

## 交通
- 宮崎交通バス「野首」停留所から、徒歩で15分。

## 生徒会活動・部活動など
- 野球部
- 男子ソフトテニス部
- 女子ソフトテニス部
- 女子バレー部
- サッカー部
- 音楽部
- 柔道部
- 陸上競技部
- 剣道部

生徒会活動
- 総務委員会
- 学習委員会
- 生活整備委員会
- 文化図書委員会
- 給食・保体委員会